# 安东尼奥·斯特拉迪瓦里
安东尼奥·斯特拉迪瓦里（義大利語：Antonio Stradivari，1644年—1737年12月18日）是意大利克雷莫納的弦乐器（包括小提琴、中提琴、大提琴、吉他及豎琴等）製造師，被認為是歷史上最偉大的弦樂器製造師之一，他的拉丁語姓氏“Stradivarius”及其縮寫“Strad”经常被用于谈及他所製造的乐器，即斯特拉迪瓦里琴。

## 生平
雖然並沒有發現他切確的出生資料，但是歷史學家普遍認為安東尼奧·斯特拉迪瓦里於1644年出生在義大利的小城克雷莫納，雙親為亞歷山達羅·斯特拉迪瓦里與安娜·繆洛尼。一些片段的文件顯示安東尼奧可能在1658至1664年間，成為尼古拉·阿瑪蒂工作室的學徒。雖然歷史學家在克雷莫納教區，並沒有發現任何安東尼奧曾經在阿瑪蒂工作室工作或學習的證據。
安東尼奧·斯特拉迪瓦里在1667年7月，與一位年輕的寡婦法蘭西斯卡結婚，後來並育有6名子女。法蘭西斯卡在1698年去世後，安東尼奧於1699年再婚，並與第二任妻子安東妮亞生下5名子女。

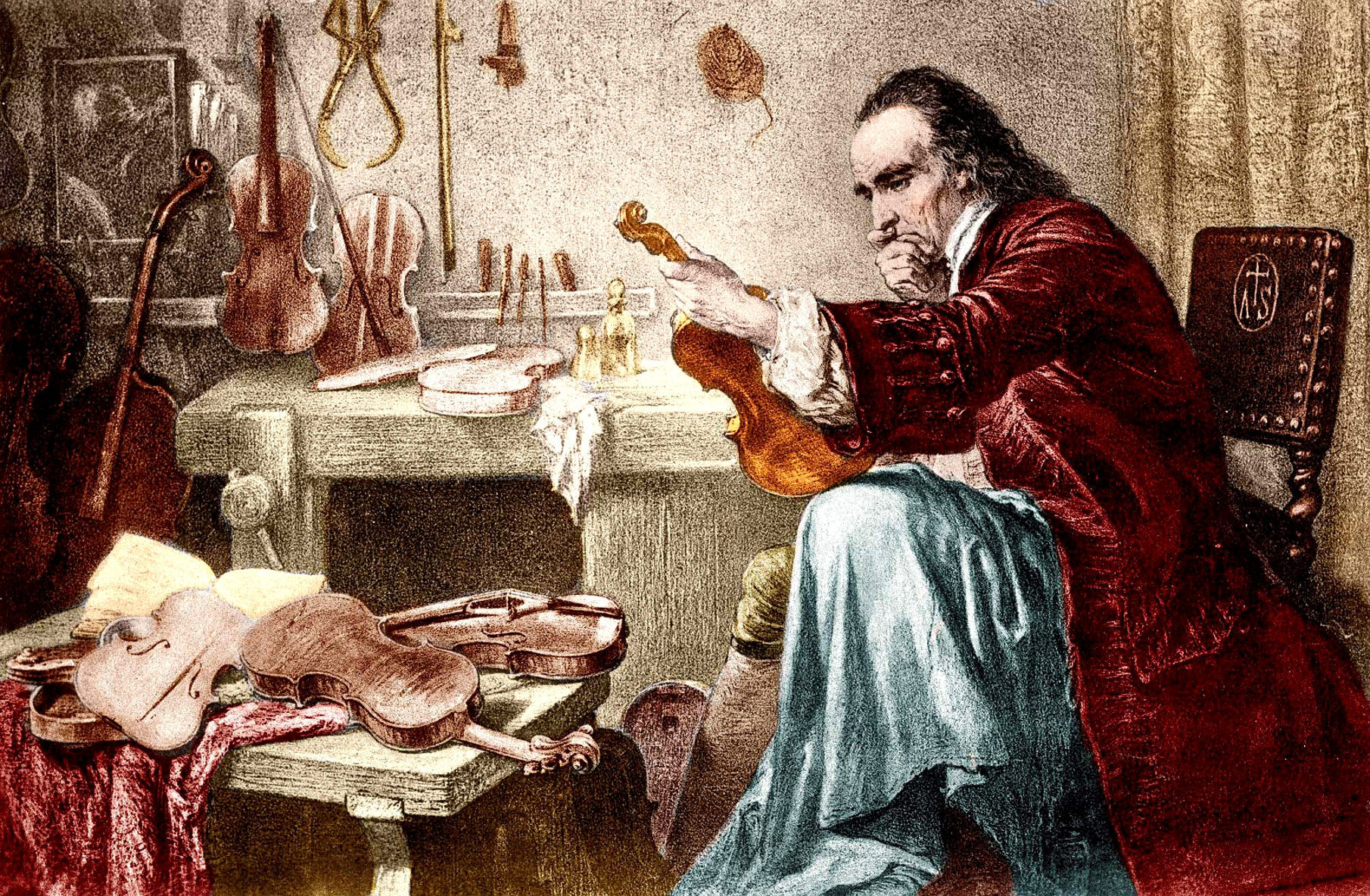
正在檢查樂器的斯特拉迪瓦里

安東尼奧在1680年於克雷莫納的聖多明尼克廣場開設製作樂器的工作室，並迅速成為知名的樂器製造師。他早期製作出的樂器明顯是以阿瑪蒂琴為基礎，並改變了原來樂器的弧度、厚度及角度，添加了更加獨特的花紋和漆上更明亮的顏色。1690年代初期，史特拉第瓦里開始將琴加長加寬。（相較之下，安德烈亚·瓜尔内里採用更高品質的漆。）這種風格的代表作品是大約在1700年被製成的小提琴，目前克雷莫納的斯特拉迪瓦里提琴博物館總共收藏了12把這個時期的小提琴。
成名之後的安東尼奧繼續以改變小提琴大小的方式來進行實驗，而一般公認最出色的斯特拉迪瓦里琴，是在1698年至1725年間所製作的，較1725年至1730年間的斯特拉迪瓦里琴更優秀。在1730年之後，一些由斯特拉迪瓦里署名的弦樂器，很可能是斯特拉迪瓦里的兒子歐莫柏諾及弗蘭西斯科所製作的。
除了小提琴，安東尼奧也製作過中提琴、大提琴、吉他及豎琴（至少有1把）。歷史學家估計安東尼奧·斯特拉迪瓦里製作的樂器總數超過1,100件，而其中至少有650件留存至今.。
安東尼奧·斯特拉迪瓦里在1737年12月18日於義大利的克雷莫納去世，並埋葬在當地的聖多明尼克教堂。聖多明尼克教堂在1868年遭到破壞，他的墳墓就此下落不明。

## 琴型音色
安东尼奥·斯特拉迪瓦里制作的提琴标准琴型是，琴箱上部较为窄小，下部较为宽大，中部弯度稍深，不仅轮廓相称，线条也美观。琴板宽大平坦，弧度极微，中间厚、渐而向四周扩张地薄下去，边部近侧板处最薄，由于面板厚薄适度，所以极易振动。斯式琴发音强而有力、声音响宏亮、音色优美、传远效果极好。它的声音比马基尼琴更为有力，比阿马蒂琴更为优美动听，人们常用圆润、含蓄、丰厚和纯净等词句来形容它的音色。

## 著名作品
- Hammer Stradivarius
- 大衛朵夫·史特拉第瓦里（Davidov Stradivarius）
- Duport Stradivarius
- 麥克唐納·史特拉第瓦里（Macdonald Stradivarius）
- 尤阿金－馬·史特拉第瓦里（Joachim-Ma Stradivarius）
- 布朗特女士·史特拉第瓦里（Lady Blunt Stradivarius）
- 戈德曼·史特拉第瓦里（Goldman Stradivarius）
- 瑪麗·霍爾–維奧第·史特拉第瓦里（Marie Hall-Viotti Stradivarius）

## 相關著作
- Antoine Stradivari, luthier célèbre connu sous le nom de Stradivarius（页面存档备份，存于） By François-Joseph Fétis, Jean-Baptiste Vuillaume

## 外部連結
- 斯特拉迪瓦裏的繼承人：克雷莫納的當代小提琴制作大師 （页面存档备份，存于）
- 小提琴作坊 - 关注小提琴制作和提琴方面的知识博客 （页面存档备份，存于）
- 小提琴网站 - 小提琴的制作（英文）
- Stradivari Society（页面存档备份，存于）
- Violin Making at The Violin Site
- The National Music Museum（页面存档备份，存于）
- Real Conservatorio Superior de Música, Madrid
- Nippon Music Foundation（页面存档备份，存于）
- Information on Antonio Stradivari（页面存档备份，存于）
- Secrets of the Stradivari
- The Metropolitan Museum of Art（页面存档备份，存于）